# Гершел Вудроу Вільямс
Гершел Вудроу «Вуді» Вільямс (англ. Hershel Woodrow "Woody" Williams; 2 жовтня 1923, Фермонт, Західна Вірджинія — 29 червня 2022, Гантінгтон, Західна Вірджинія) — американський військовик, в роки Другої світової війни — капрал Корпусу морської піхоти США.

## Життєпис
Народився в місті Фермонт, штат Західна Вірджинія. Дитячі роки провів на молочній фермі поблизу Квайт-Делл. Працював водієм вантажівки в будівельній компанії, водієм таксі.
Коли японці напали на Перл-Гарбор, він працював у Цивільному корпусі охорони довкілля в штаті Монтана.

### Початок військової служби
26 травня 1943 року зарахований до резерву Корпусу морської піхоти США в Чарлстоні. Після первинного навчання на базі Корпусу морської піхоти в Сан-Дієго (Каліфорнія) солдат Вільямс був направлений до Навчального центру Камп-Елліот, де 21 серпня 1943 року він приєднався до танкового батальйону. Через місяць переведений до піхотного батальйону, де навчався на вогнеметника. 30 жовтня 1943 року включений до складу 32-го замінного батальйону.

### Участь в Другій світовій війні
3 грудня 1943 року на борту судна M.S. Weltey Reden відбув зі США в Нову Каледонію. У січні 1944 року він приєднався до 1-го батальйону 21-го полку 3-ї дивізії морської піхоти на острові Гуадалканал. Протягом липня — серпня 1944 року він брав участь у бойових діях проти японців на Гуамі, а в жовтні того ж року приєднався до команди C.
Капрал Вільямс особливо відзначився в лютому 1945 року під час битви за острів Іодзіма, за що був удостоєний медалі Пошани.
6 березня 1945 року під час бою він був поранений, за що згодом удостоєний Пурпурового Серця.

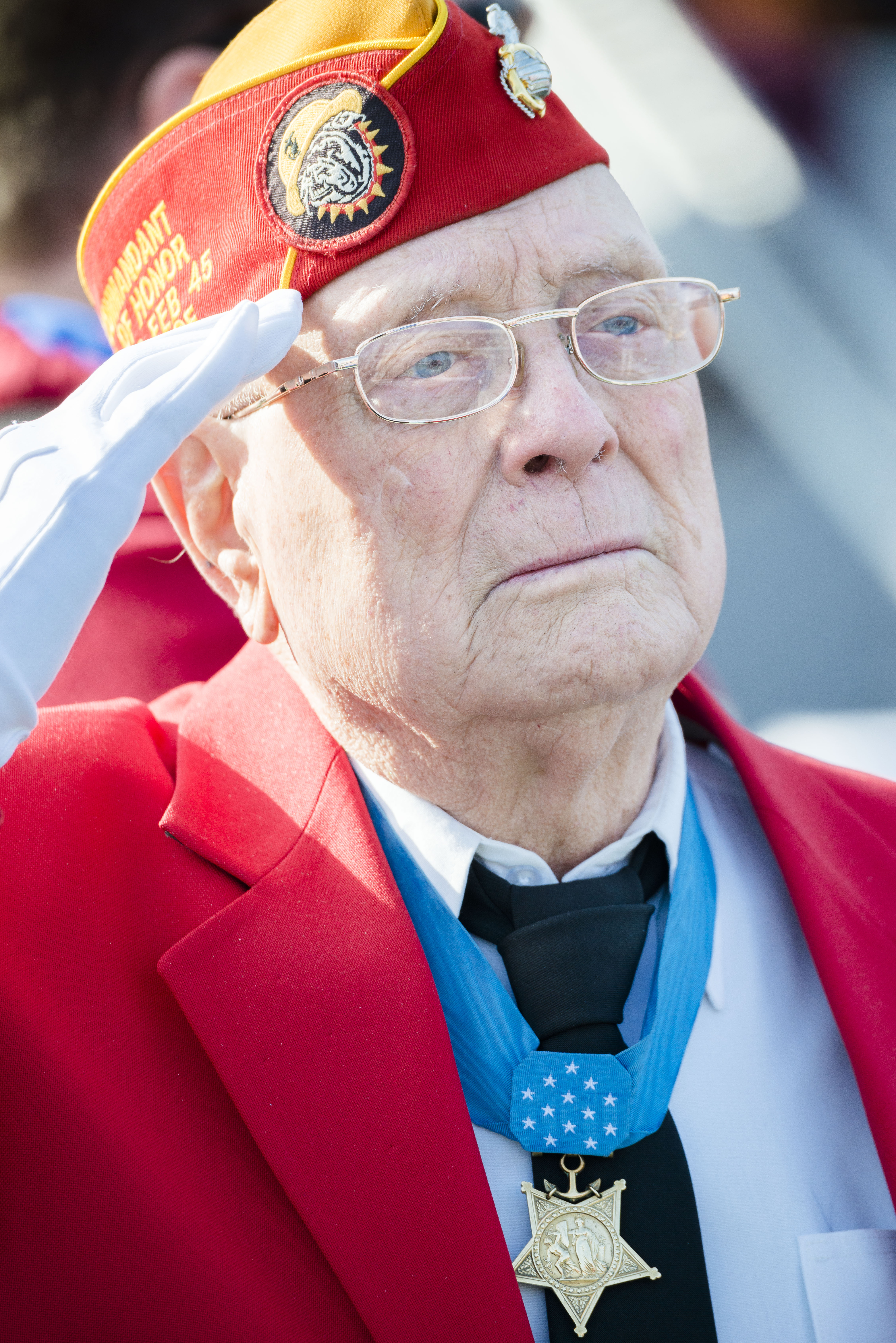
В Аннаполісі, 27 грудня 2014 року

### Повоєнна кар'єра
У вересні 1945 року Гершел В. Вільямс повернувся до США й наступного місяця приєднався до штаб-квартири Корпусу морської піхоти у Вашингтоні.
5 жовтня 1945 року в Білому домі президент США Гаррі Трумен особисто нагородив його медаллю Пошани.
22 жовтня 1945 року Вільямс був переведений до навчального центру американських військ у Бейнбридж, штат Меріленд. 6 листопада того ж року звільнений з резерву Корпусу морської піхоти. У березні 1948 року він переведений до неактивного резерву Корпусу морського піхоти, але був знову звільнений 4 серпня 1949 року.
20 жовтня 1954 року, після того, як штабом Корпусу морської піхоти була затверджена 98-ма спеціальна піхотна компанія, Вільямс приєднався до Організації резерву Корпусу морської піхоти в Кларксбурзі. 9 червня 1957 року він перейшов до 25-ї піхотної компанії в Гантінгтоні, а з 6 червня 1960 року тимчасово, як ворент-офіцер, виконував обов'язки командира цього підрозділу. 11 червня 1963 року Вільямс був призначений офіцером з питань мобілізації 25-ї піхотної компанії та навколишнього району Гантінґтона.
Просуваючись службовою кар'єрою, Гершел Вудроу Вільямс досяг звання чіф-ворент-офіцера 4 класу (CWO-4). У 1969 році він був з почестями звільнений з резерву морської піхоти.
Протягом 35 років обіймав посаду капелана Спілки кавалерів медалі Пошани. Він також був членом Національного товариства «Сини Американської революції».

## Вшанування
Ім'ям Гершела В. Вільямса названо:
- Збройова палата Національної гвардії Західної Вірджинії у Фермонті, Західна Вірджинія;
- міст у Барбурсвіллі, Західна Вірджинія;
- спортивне поле у Гантінгтоні, Західна Вірджинія;
- експедиційну морську базу, що будується для ВМС США в Сан-Дієго.[3]